# Ванєєв Володимир Дмитрович
Володимир Дмитрович Ванєєв (ос. Уанеты Владимир; 10 травня 1930, село Пона, Грузинська РСР — 2015, Цхінвалі, Південна Осетія, Грузія) — південно-осетинський прозаїк, драматург, лінгвіст і громадський діяч. Заслужений діяч науки Південної Осетії. Лауреат премії імені Коста Хетагурова Південної Осетії. Член Спілки письменників Південної Осетії. Лауреат літературної премії «Золотий Дельвиг».

## Біографія
Народився в 1930 році в селянській родині в селі Пона, Грузинська РСР. В 1931 році разом з батьками переїхав до Цхінвалі. З 1937 року навчався в середній школі імені Максима Горького в Цхінвалі. Після школи вступив на навчання на історико-філологічний факультет Південноосетинського педагогічного інституту.
У 1949 році разом зі старшокласниками Хазбі Габуєвим, Левом Гассієвим, Зауром Джиоєвим і Георгієм Бекоєвим заснував підпільну організацію осетинської творчої молоді «Рæстдзинад» (Правда), яка  виступала проти грузинізації осетинського народу в Південній Осетії. Група поширювала в громадських місцях рукописні листівки і прокламації за збереження осетинської мови та її викладання у навчальних закладах, за права осетинського народу говорити рідною мовою. У серпні 1951 року заарештований з іншими членами організації МДБ Грузинської РСР і засуджений на 25 років за «реакційну діяльність». Відбував ув'язнення в умовах Крайньої півночі у Воркуті. У 1954 році реабілітований Верховним судом СРСР.
Після повернення в Південну Осетію викладав у південно-осетинських школах. З 1960 по 1963 роки викладав російську мову і літературу у восьмирічці в селі Бендер. З 1963 по 1966 роки — викладач у восьмирічці в селі Вілда. З 1966 року — завідувач відділу редакції газети «Дзау», з 1967 року — науковий співробітник, старший науковий співробітник Південноосетинського НДІ. Займався проблемами розвитку осетинської літературної мови. Захистив дисертацію на здобуття наукового ступеня кандидата філологічних наук.
З 1967 року почав публікувати свої твори на сторінках періодичної преси Південної Осетії. У цьому ж році опублікував повість «Цардиппæрд» (Відщепенець). У 1970 році випустив збірку повістей «Сылгоймаджы боныг» (Щоденник жінки), збірки оповідань «Дыгурон легендæ» (Дигорська легенда) і «Фæндæгтæ, фæндæгтæ» (Дороги, дороги). У 2012 році висунутий на здобуття літературної премії «Золотий Дельвиг» за книгу «Білі хмари на чорному небосхилі».
Написав близько десятка п'єс, які були поставлені на сценах осетинських театрів.
Має двох синів: Володимир (1964 р. н.), Мурат (1968 р.р.).
Помер у квітні 2015 року.